# 蘋果的滋味 (紀錄片)
《蘋果的滋味》，是臺灣導演李惠仁的紀錄片作品，2015年4月28日在公共電視文化事業基金會紀錄片節目《紀錄觀點》第437集首播，獲得2016年台北電影節「媒體推薦獎」。

## 劇情內容
紀錄在2000年代臺灣的壹傳媒從《壹週刊》創刊開始改變原有的媒體生態圈，與旺旺集團併購《中國時報》所造成的中資衝擊，以及2012年發生的反媒體壟斷運動。

## 評價
2016年台北電影節的會外賽「第六屆社會公義電影獎」評審曾柏文表示，雖然批判性不強烈，但正因如此才能與公眾對話。

## 奬項
| 頒獎典禮             | 獎項           | 名字           | 結果 |
| 2016年台北電影節     | 媒體推薦獎     | 《蘋果的滋味》 | 獲獎 |
| 2016年台北電影節     | 社會公義電影獎 | 《蘋果的滋味》 | 獲獎 |
| 台灣國際紀錄片雙年展 | 台灣獎首獎     | 《蘋果的滋味》 | 提名 |

## 外部連結
- 開眼電影網上《蘋果的滋味》的資料（繁體中文）
- 互联网电影数据库（IMDb）上《蘋果的滋味》的资料（英文）
- 紀錄觀點 【蘋果的滋味】(導演:李惠仁)(正版全片) （页面存档备份，存于）